# Windows Live Writer
Windows Live Writer（ウィンドウズ ライブ ライター）とは、マイクロソフトが開発したソフトウェアで、ブログの投稿と編集を行うアプリケーションである。Windows Live のサービスの1つとして、Windows Essentialsに含まれていた。
2015年12月9日にオープンソース化され、.NET Foundationより「Open Live Writer」として提供されている。

## 特徴
Windows Live Writerには次のような特徴がある。
- 様々なブログへの投稿
- スペル チェック機能
- 記事への挿入機能（写真、地図、タグ、表、書式設定、ハイパーリンクなど）
- オフライン編集
- プラグインの追加

## 互換性のあるブログ
Windows Live Writerは次のブログ サービスとの互換性がある。
- Windows Live Spaces (2011年3月をもってサービス終了)
- Blogger
- DTIブログ
- LiveJournal
- TypePad
- WordPress
- Community Server
- PBlogs.gr
- Atom Publishing Protocol

Windows Live Writerは次のAPIとの互換性がある。
- MetaWeblog
- Movable Type